# Campeonato da Região Serrana de 2013
O Campeonato da Região Serrana 2013 foi a primeira edição da competição. A competição foi realizada no segundo semestre e envolveu clubes de futebol profissional oriundos da Serra do Estado. Ocorreu de forma paralela aos Campeonatos Regionais das regiões Sul-Fronteira e Metropolitana,  já que os campeões de cada região disputaram em dezembro a Super Copa Gaúcha.

## Fórmula de Disputa
O Campeonato da Região Serrana de 2013 será disputado em duas fases, sendo:
1ª Fase – Composta pelos 1º e 2º turnos,
2ª Fase – Fase Final, onde enfrentam-se  o campeão do 1º Turno x o campeão do 2º turno.
Os turnos são divididos em três etapas. Na primeira, os clubes realizam jogos contra adversários dentro do grupo, em partidas somente de ida, classificando-se para a segunda etapa os quatro primeiros colocados do grupo. A segunda etapa é a semifinal, onde as quatro equipes classificadas realizam jogos de ida e volta. O primeiro enfrenta o quarto e o segundo joga com o terceiro. Já a terceira etapa é a final entre os vencedores das semifinais.
Os campeões de cada turno se enfrentam na grande final.

## Participantes em 2013
| Clube       | Cidade        | Estádio capacidade        |
| ----------- | ------------- | ------------------------- |
| Estrela     | Estrela       | Aloysio Schwertner 5 000  |
| Juventude   | Caxias do Sul | Alfredo Jaconi 23 726     |
| Lajeadense  | Lajeado       | Alviazul 8 000            |
| Marau       | Marau         | Carlos Bebber 2 000       |
| Passo Fundo | Passo Fundo   | Vermelhão da Serra 15 000 |
| Riopardense | Rio Pardo     | Amaro Cassep 1 500        |

## Tabelas

### Primeiro Turno
| Classificação - Chave 1 | Classificação - Chave 1 | Classificação - Chave 1 | Classificação - Chave 1 | Classificação - Chave 1 | Classificação - Chave 1 | Classificação - Chave 1 | Classificação - Chave 1 | Classificação - Chave 1 | Classificação - Chave 1 |
| Time | Time                    | PG                      | J                       | V                       | E                       | D                       | GP                      | GC                      | SG                      |
| --- | ----------------------- | ----------------------- | ----------------------- | ----------------------- | ----------------------- | ----------------------- | ----------------------- | ----------------------- | ----------------------- |
| 1 | Passo Fundo             | 13                      | 5                       | 4                       | 1                       | 0                       | 12                      | 4                       | +8                      |
| 2 | Marau                   | 11                      | 5                       | 3                       | 2                       | 0                       | 13                      | 4                       | +9                      |
| 3 | Juventude               | 7                       | 5                       | 2                       | 1                       | 2                       | 7                       | 4                       | +3                      |
| 4 | Lajeadense              | 7                       | 5                       | 2                       | 1                       | 2                       | 4                       | 7                       | -3                      |
| 5 | Riopardense             | 4                       | 5                       | 1                       | 1                       | 3                       | 12                      | 10                      | +2                      |
| 6 | Estrela                 | 0                       | 5                       | 0                       | 0                       | 5                       | 1                       | 20                      | -19                     |
| PG - pontos ganhos; J - jogos; V - vitórias; E - empates; D - derrotas; GP - gols pró; GC - gols contra; SG - saldo de gols |                         |                         |                         |                         |                         |                         |                         |                         |                         |

|  | Equipes classificadas |

#### Semifinais e Finais 1º Turno
|  | Semifinais  | Semifinais  | Semifinais | Semifinais |   |           | Final | Final | Final | Final |
|  |             |             |            |            |   |           |       |       |       |       |
|  | Lajeadense  | 1           | 1          | 2          |   |           |       |       |       |       |
|  | Passo Fundo | 1           | 2          | 3          |   |           |       |       |       |       |
|  | Passo Fundo | 1           | 2          | 3          |   | Juventude | 4     | 0     | 4     |       |
|  |             |             |            |            |   | Juventude | 4     | 0     | 4     |       |
|  |             | Passo Fundo | 2          | 2          | 4 |           |       |       |       |       |
|  | Juventude   | Passo Fundo | 2          | 2          | 4 | 2         | 5     | 7     |       |       |
|  | Juventude   |             |            |            |   | 2         | 5     | 7     |       |       |
|  | Marau       | 1           | 1          | 2          |   |           |       |       |       |       |

### Segundo Turno
| Classificação - Chave 1 | Classificação - Chave 1 | Classificação - Chave 1 | Classificação - Chave 1 | Classificação - Chave 1 | Classificação - Chave 1 | Classificação - Chave 1 | Classificação - Chave 1 | Classificação - Chave 1 | Classificação - Chave 1 |
| Time | Time                    | PG                      | J                       | V                       | E                       | D                       | GP                      | GC                      | SG                      |
| --- | ----------------------- | ----------------------- | ----------------------- | ----------------------- | ----------------------- | ----------------------- | ----------------------- | ----------------------- | ----------------------- |
| 1 | Passo Fundo             | 11                      | 5                       | 3                       | 2                       | 0                       | 11                      | 4                       | +7                      |
| 2 | Lajeadense              | 10                      | 5                       | 3                       | 1                       | 1                       | 13                      | 4                       | +9                      |
| 3 | Juventude               | 10                      | 5                       | 3                       | 1                       | 1                       | 8                       | 3                       | +5                      |
| 4 | Riopardense             | 7                       | 5                       | 2                       | 1                       | 2                       | 5                       | 7                       | -2                      |
| 5 | Marau                   | 4                       | 5                       | 1                       | 1                       | 3                       | 7                       | 8                       | -1                      |
| 6 | Estrela                 | 0                       | 5                       | 0                       | 0                       | 5                       | 3                       | 21                      | -18                     |
| PG - pontos ganhos; J - jogos; V - vitórias; E - empates; D - derrotas; GP - gols pró; GC - gols contra; SG - saldo de gols |                         |                         |                         |                         |                         |                         |                         |                         |                         |

|  | Equipes classificadas |

#### Semifinais e Finais 2º Turno
|  | Semifinais  | Semifinais  | Semifinais | Semifinais |      |            | Final | Final | Final | Final |
|  |             |             |            |            |      |            |       |       |       |       |
|  | Juventude   | 1           | 1          | 2          |      |            |       |       |       |       |
|  | Lajeadense  | 0           | 3          | 3          |      |            |       |       |       |       |
|  | Lajeadense  | 0           | 3          | 3          |      | Lajeadense | 0     | 1     | 1(4)  |       |
|  |             |             |            |            |      | Lajeadense | 0     | 1     | 1(4)  |       |
|  |             | Passo Fundo | 1          | 0          | 1(1) |            |       |       |       |       |
|  | Riopardense | Passo Fundo | 1          | 0          | 1(1) | 0          | 1     | 1     |       |       |
|  | Riopardense |             |            |            |      | 0          | 1     | 1     |       |       |
|  | Passo Fundo | 1           | 2          | 3          |      |            |       |       |       |       |

## Final
| 7 de novembro | Lajeadense | 0 - 0  | Passo Fundo | Estádio Alviazul                   |
| 20:00         |            | Súmula |             | Árbitro: RS Anderson Daronco (CBF) |

| Lajeadense | Passo Fundo |

| 11 de novembro | Passo Fundo                 | 2 - 1  | Lajeadense    | Vermelhão da Serra                   |
| 20:00          | Hyantony 19' · Lenílson 33' | Súmula | 22' Cléverson | Árbitro: RS Márcio Brum Coruja (CBF) |

| Passo Fundo | Lajeadense |

## Resultados
|  |                     |  |        |  |                      |
|  | Vitória do Mandante |  | Empate |  | Vitória do Visitante |

## Campeão
| Copa Serrana - 2013             |
| ------------------------------- |
| Passo Fundo Campeão (1º título) |